# Ave Crux Alba

Quốc kỳ Dòng Chiến sĩ Toàn quyền Malta, thể hiện một cây thánh giá màu trắng, chủ đề của bài quốc ca.

"Ave Crux Alba" (tiếng Việt: Thân lạy, cây thánh giá màu trắng) là quốc ca của Dòng Chiến sĩ Toàn quyền Malta. Đây là một trong những đặc điểm giúp cho thực thể này giống một quốc gia có chủ quyền.

## Lời

### Tiếng Latinh
Ave Crux alba, summae pietatis signum,
Ave Crux alba, salutis nostrae sola spes,
Corda fidelium inflamma, adauge gratiam, adauge gratiam.
Ut omnia vincat tuorum ardens caritas,
Ut omnia vincat tuorum ardens caritas

### Tiếng Việt
Thân lạy, cây thánh giá màu trắng, dấu hiệu cao nhất của lòng đạo đức,
Thân lạy, nguồn sức khỏe và hy vọng duy nhất của chúng ta,
Đốt cháy trái tim của các tín hữu với những ân sủng dồi dào, những ân sủng dồi dào.
Với lòng từ thiện hăng hái của bạn, tất cả mọi thứ sẽ được khắc phục,
Với lòng từ thiện hăng hái của bạn, tất cả mọi thứ sẽ được khắc phục.